# Aleksandar Prijović
Aleksandar Prijović (Servisch: Александар Пријовић) (Sankt Gallen, 21 april 1990) is een Servisch-Zwitsers voetballer die doorgaans speelt als spits. In september 2023 verliet hij Western United. Prijović maakte in 2017 zijn debuut in het Servisch voetbalelftal.

## Clubcarrière
Prijović begon zijn carrière als jeugdspeler bij FC St. Gallen in zijn geboortestad, maar op zestienjarige leeftijd vertrok hij naar Italië, waar hij voor Parma ging spelen. Op 27 april debuteerde de aanvaller voor die club, toen hij in de wedstrijd tegen Reggina mocht invallen. Aan het eind van het seizoen 2007/08 liep zijn contract af. Een eenjarige verlenging werd door hem afgewezen. Prijović besloot op proef te gaan bij Derby County, uitkomend in het Championship. Hier scoorde hij een hattrick tegen een jeugdelftal van Arsenal, waarmee hij de scouts van Derby overtuigde. Hij kreeg een tweejarig contract aangeboden in Engeland. Op 7 augustus 2008 tekende hij voor Derby. De daadwerkelijke overgang duurde nog wat langer, doordat er eerst onenigheid was over de registratie van de speler, omdat er geld betaald moest worden aan zijn oude club Parma. Later wilde ook het Zwitsere leger dat Prijović zich ging melden om aan zijn dienstplicht te voldoen. Op 27 januari 2009 werd hij verhuurd aan Yeovil Town, waar hij maar vier keer voor zou uitkomen door ziekte. Op 16 maart werd hij voor een maand verhuurd aan Northampton Town. Hier maakte hij zijn debuut in een 4–0 overwinning op Stockport County, waarin hij de fans overtuigde van zijn kunnen. Zijn eerste professionele doelpunt scoorde hij in een 3–2 nederlaag tegen Southend United. Het tweede werd gescoord tegen Leyton Orient, waar met 3–1 van werd gewonnen.
Op 6 juli 2009 was Prijović op proef bij het Duitse MSV Duisburg. later deed hij hetzelfde bij de Deense club Odense BK. Op 1 februari 2010 tekende hij echter bij FC Sion, in zijn geboorteland Zwitserland. Na anderhalf jaar werd hij verhuurd aan Lausanne-Sport. Terwijl hij verhuurd was aan Lausanne-Sport had hij een proefstage bij de Noorse club Molde FK tijdens hun trainingskamp in Marbella. Hij speelde één wedstrijd voor de Noren, tegen Xerez, maar hij kreeg geen contract aangeboden. Ook een proefperiode bij Heracles Almelo gaf geen resultaat. In de zomer van 2013 vond Prijović alsnog een nieuwe club; de aanvaller werd door het Zweedse Djurgårdens IF overgenomen en hij tekende een tweejarige verbintenis. In juli 2015 verhuisde hij naar Legia Warschau, waar hij voor vier jaar tekende. In anderhalf jaar tijd zou hij tot meer dan twintig officiële doelpunten komen in het shirt van Legia. Prijović verliet Legia in januari 2017 om te gaan spelen voor PAOK Saloniki. Bij de Grieken zette hij zijn handtekening onder een verbintenis voor de duur van vierenhalf jaar. In februari 2018 werd dit contract met een jaar verlengd tot medio 2022. Prijović werd in januari 2019 voor circa tien miljoen euro overgenomen door Al-Ittihad. In oktober 2021 verkaste de Serviër transfervrij naar Western United. In september 2023 besloten club en speler uit elkaar te gaan.

## Interlandcarrière
Ondanks dat hij geboren werd in Zwitserland, mag Prijović uitkomen voor Servië omdat zijn ouders uit dat land komen. Hij speelde dan ook voor de elftallen –17 en –19.
Hij gebruikte in 2010 echter zijn enige kans om van nationaliteit te veranderen. Bij zijn debuut voor het Zwitserland onder-20 op 28 april 2010 scoorde hij direct. Ook op 6 september van dat jaar kwam hij uit voor het –20 team. Prijović maakte zijn debuut voor Zwitserland –21 op 10 augustus 2010. Ook de volgende interland, op 1 september 2011, speelde hij mee. Ondanks dat hij niet meer terug zou mogen veranderen, diende de aanvaller in 2017 een verzoek in bij de FIFA om alsnog zijn voetbalnationaliteit te veranderen naar Servisch. Dit verzoek werd geaccepteerd door de voetbalbond. Ook bondscoach Slavoljub Muslin meldde dat Prijović een optie was voor de nationale selectie.
Prijović maakte zijn debuut in het Servisch voetbalelftal op 11 juni 2017, toen hij onder bondscoach Muslin mocht meespelen in de WK-kwalificatiewedstrijd tegen Wales. Door doelpunten van Aaron Ramsey en Aleksandar Mitrović eindigde het duel in 1–1. De aanvaller mocht in de zevenenzestigste minuut als invaller voor Filip Kostić het veld betreden.
Prijović maakte deel uit van de Servische selectie die onder leiding van bondscoach Mladen Krstajić deelnam aan het WK 2018 in Rusland. Daar sneuvelde de ploeg in de voorronde na een overwinning op Costa Rica (1–0) en nederlagen tegen achtereenvolgens Zwitserland (1–2) en Brazilië (0–2). Prijović kwam als invaller in slechts een van de drie WK-duels in actie voor zijn vaderland.
| Interlands van Aleksandar Prijović voor Servië | Interlands van Aleksandar Prijović voor Servië | Interlands van Aleksandar Prijović voor Servië | Interlands van Aleksandar Prijović voor Servië | Interlands van Aleksandar Prijović voor Servië | Interlands van Aleksandar Prijović voor Servië | Interlands van Aleksandar Prijović voor Servië |
| №                                              | Datum                                          | Wedstrijd                                      | Uitslag                                        | Competitie                                     | Goals                                          |                                                |
| Als speler bij PAOK Saloniki                   | Als speler bij PAOK Saloniki                   | Als speler bij PAOK Saloniki                   | Als speler bij PAOK Saloniki                   | Als speler bij PAOK Saloniki                   | Als speler bij PAOK Saloniki                   | Als speler bij PAOK Saloniki                   |
| ---------------------------------------------- | ---------------------------------------------- | ---------------------------------------------- | ---------------------------------------------- | ---------------------------------------------- | ---------------------------------------------- | ---------------------------------------------- |
| 1                                              | 11 juni 2017                                   | Servië – Wales                                 | 1 – 1                                          | WK 2018 kwalificatie                           |                                                |                                                |
| 2                                              | 2 september 2017                               | Servië – Moldavië                              | 3 – 0                                          | WK 2018 kwalificatie                           |                                                |                                                |
| 3                                              | 5 september 2017                               | Ierland – Servië                               | 0 – 1                                          | WK 2018 kwalificatie                           |                                                |                                                |
| 4                                              | 6 oktober 2017                                 | Oostenrijk – Servië                            | 3 – 2                                          | WK 2018 kwalificatie                           |                                                |                                                |
| 5                                              | 9 oktober 2017                                 | Servië – Georgië                               | 1 – 0                                          | WK 2018 kwalificatie                           | 74'                                            |                                                |
| 6                                              | 10 november 2017                               | China – Servië                                 | 0 – 2                                          | Vriendschappelijk                              |                                                |                                                |
| 7                                              | 14 november 2017                               | Zuid-Korea – Servië                            | 1 – 1                                          | Vriendschappelijk                              |                                                |                                                |
| 8                                              | 23 maart 2018                                  | Marokko – Servië                               | 2 – 1                                          | Vriendschappelijk                              |                                                |                                                |
| 9                                              | 9 juni 2018                                    | Bolivia – Servië                               | 1 – 5                                          | Vriendschappelijk                              |                                                |                                                |
| 10                                             | 17 juni 2018                                   | Costa Rica – Servië                            | 0 – 1                                          | WK 2018                                        |                                                |                                                |
| 11                                             | 10 september 2018                              | Servië – Roemenië                              | 2 – 2                                          | Nations League 2018/19                         |                                                |                                                |
| 12                                             | 20 november 2018                               | Servië – Litouwen                              | 4 – 1                                          | Nations League 2018/19                         | 71'                                            |                                                |
| Als speler bij Al-Ittihad                      |                                                |                                                |                                                |                                                |                                                |                                                |
| 13                                             | 7 juni 2019                                    | Oekraïne – Servië                              | 5 – 0                                          | EK 2020 kwalificatie                           |                                                |                                                |

Bijgewerkt op 9 april 2025.

## Erelijst
| Competitie      |         |         |         |         |
| Competitie      | Aantal  | Jaren   |         |         |
| FC Sion         | FC Sion | FC Sion | FC Sion | FC Sion |
| --------------- | ------- | ------- | ------- | ------- |
| Schweizer Pokal | 1       | 2010/11 |         |         |
| Legia Warschau  |         |         |         |         |
| Ekstraklasa     | 1       | 2015/16 |         |         |
| Puchar Polski   | 1       | 2015/16 |         |         |
| PAOK Saloniki   |         |         |         |         |
| Beker           | 1       | 2016/17 |         |         |
| Western United  |         |         |         |         |
| A-League        | 1       | 2021/22 |         |         |